# گواش

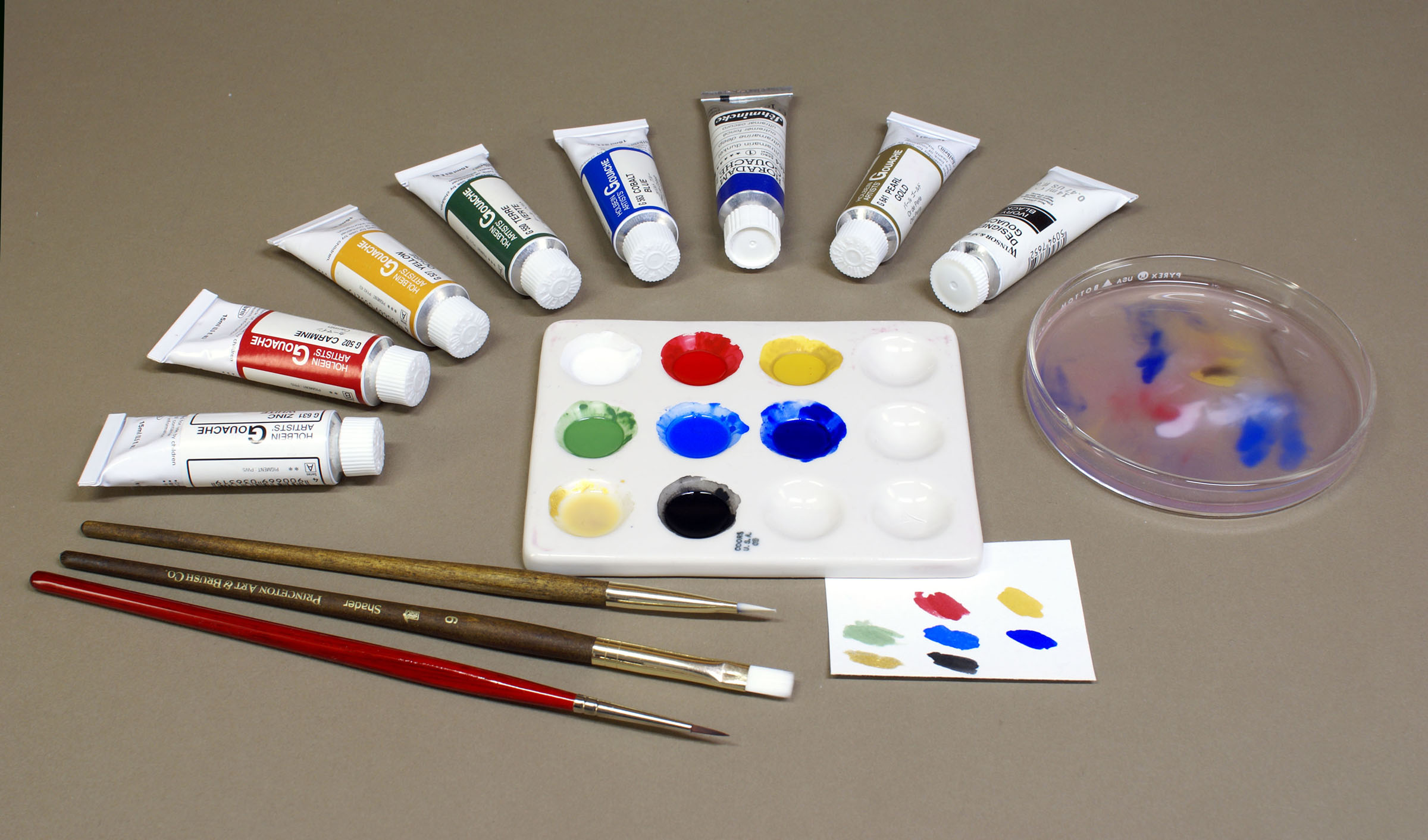
رنگ‌های گواش در طیف‌های رنگی مختلفی در بازار عرضه می‌شوند و معمولاً برای دستیابی به خصوصیات کاری مطلوب و برای کنترل شفافیت هنگام خشک شدن، با آب مخلوط می‌شوند.

گواش (به فرانسوی: gouache) گونه‌ای رنگ است که با حل شدن رنگدانه‌ها در آب ایجاد می‌شود. گواش متفاوت از آبرنگ است و رنگ‌آمیزی با آن تصاویری مات ایجاد می‌کند. رنگ‌آمیزی با گواش یکی از شیوه‌های پرکاربرد نقاشی توسط نقاشان برای تهیهٔ تابلوها و کمیک‌ها بوده‌است.
بیشتر انیمیشن‌های سده بیست و یکم میلادی از گواش برای ایجاد جلوه‌ای مات همراه با آبرنگ مورد استفاده قرار می‌دادند. از گواش به عنوان "رنگ پوستر" استفاده می‌شود چرا که به راحتی کنترل می‌شود و سرعت خشک شدن بالایی دارد. گواش پس از تبخیر آب موجود در آن کاملاً خشک می‌شود و به شکل ثابتی در می‌آید.
ساختار گواش، شباهت زیادی به آبرنگ داشته و برخی نقاشان این دو متریال را هم‌زمان به کار می‌گیرند. برخی از انواع آبرنگ‌های موجود در بازار نیز که بیشتر به صورت تیوپ، خمیری یا نیمه‌مایع در دسترس هستند، به گونه‌ای ساخته شده‌اند که بتوان کیفیات آبرنگ و گواش را هم‌زمان پدید آورد. 
در گواش، نسبت صمغ به رنگدانه بیشتر است. از این رو خاصیت پوشانندگی بیشتری داشته و هنگام استفاده قابل کنترل‌تر است.
در ساختار گواش، همانند آبرنگ، عامل اتصال رنگدانه‌ها به‌طور سنتی صمغ عربی است اما از اواخر سده نوزدهم میلادی، از مواد ارزانتری مانند دکسترین (dextrin) زرد نیز استفاده شد.
هنگامی که گواش به صورت خمیر به فروش می‌رسد، برای مثال در تیوپ، دکسترین معمولاً با حجم برابر آب مخلوط شده‌است. پروپیلن گلیکول اغلب به منظور بهبود خواص چسبنده و خواص هیدروژیکی رنگ و همچنین انعطاف‌پذیری لایه رنگ نارنجی پس از خشک شدن به گواش افزوده می‌شود. گواش از آبرنگ متفاوت است، زیرا ذرات و رنگدانه‌ها به‌طور معمول بزرگتر هستند و نسبت رنگدانه به اتصال‌دهنده بسیار بالاتر است و یک پرکننده سفید اضافی مانند گچ، که موجب تبدیل شدن گواش به یک رنگ جسمی می‌باشد به گواش افزوده می‌شود. این باعث می‌شود گواش سنگین‌تر و مات‌تر به نظر برسد.
گواش‌های با کیفیت، رنگ دانه‌های طبیعی بیشتری دارند که باعث می‌شوند، پس از استفاده، شفاف‌تر به نظر برسند. 
رنگ گواش، به دلیل سادگی در استفاده و کنترلی که می‌توان بر روی آن داشت، و همچنین ارزان بودن، به اشتباه به عنوان وسیله‌ای برای نقاشی کودکان و افراد تازه‌کار شناخته شده ث. در حالی که گواش برای طراحی پوستر و انیمیشن‌سازی بسیار کارآمد است. گواش در نتیجهٔ ترکیب رنگ دانه و یک ساکن‌کننده مثل صمغ عربی یا صمغ نشاسته (دکسترین) به دست می‌آید با این حال در ترکیبات آن از موادی مانند گلیسرین، کربنات کلسیم و پی ال نیز استفاده می‌شود.
گواش همانند آبرنگ، این قابلیت را دارد تا پس از خشک شدن رنگ، نقاشی را ادامه داده و لایه‌های جدیدی را با ترکیب شدن با لایه‌های زیرین ایجاد کرد. با این حال، ایجاد لایه‌های فراوان گواش، باعث ترک خوردن و خراب شدن رنگ خواهد شد.
گواش از لحاظ لایه‌گذاری و پوشانندگی مشابه اکرلیک و رنگ روغن عمل می‌کند؛ با این تفاوت که گواش اثری مات و غیر شفاف را ایجاد می‌کند.
با این حال گواش را می‌توان مانند رنگ روغن و اکرلیک در طرح‌هایی که نیاز به رنگ‌پردازی جسمی دارند، مورد استفاده قرار داد.
یکی از استفاده‌های رایج از گواش، در کنار کار کلاژ است. به صورتی که تکه‌های نقاشی گواش با کلاژ تغییر شکل داده و اثر متفاوتی را خلق میکنند. هنری ماتیس از هنرمندانی است که از این شیوه بسیار بهره برده است.
بسیاری از شرکت‌های آبرنگ، به‌طور تخصصی به تولید گواش نیز میپردازند و این، از جهت شباهت ساختار این دو متریال است. از طرفی می‌توان این دو نوع رنگ را با یکدیگر ترکیب کرد و مورد استفاده قرار داد.
رنگ‌هایی که کیفیت بالاتری دارند، حاوی نسبت بالاتری از رنگدانه‌های خشک هستند. رنگ‌های با کیفیت پایین‌تر از باریم سولفات که در رنگ دانه‌های همیشگی سفید یا به فرانسوی (blance fixe) است یا گچ برای غیر شفاف کردن گواش و افزایش نرمی و روشن کردن آن استفاده می‌کنند.
برخی رنگدانه‌ها به‌طور طبیعی از سایرین شفاف‌تر هستند. برخی تولید کنندگان از این رنگدانه‌ها در تولید گواش‌های با کیفیت استفاده می‌کنند.
مقدار کمی گلیسیرین و نگه دارنده‌ها به تیوپ‌های گواش اضافه می‌شود تا رطوبت آن را حفظ کرده و از ورود و رشد باکتری‌ها جلوگیری کند.
برخی گواش‌ها دارای مادهٔ مرطوب کنندهٔ oxgall هستند که به پخش رنگ روی کاغذ کمک می‌کند. برخی دیگر حاوی پلاستیک کننده‌اند که علاوه بر بهبود قابلیت پخش روی کاغذ، از خشک شدن رنگ بیرون از تیوپ نیز جلوگیری می‌کند.

### ویژگی های گواش
_به سادگی می‌شکند اگر رنگ به ضخامت بسیار روی صفحهٔ نازک مالیده شود.
_پس از خشک شدن سبک تر می‌شود.
_به دلیل غیر شفاف بودن این رنگ، روشنی رنگ گواش به رنگدانه و سطحی که روی آن نقاشی کشیده می‌شود بستگی دارد. به همین دلیل می‌توان این رنگ را روی کاغذهایی که رنگ‌های دیگری دارند استفاده کرد.
_کاغذهای آبرنگ، کاغذهای کارتنی، بردهای طراحی، کاغذهای طراحی سنگین، چوب، بردهای موزه‌ها، از جمله سطوح مناسب برای نقاشی با گواشند.
_گواش‌ها در بسته بندی‌های مختلف وجود دارند: تیوپی، مدادی و قوطی. عمر یک تیوپ کوچک گواش بین ۳ تا ۵ سال است.